# Kota Yoshihara
Kota Yoshihara (Fijiidera, 2 de fevereiro de 1978) é um futebolista do Japão que atuava como atacante.

## Carreira
Ele jogou no Omiya Ardija.
Yoshihara integrou a Seleção Japonesa de Futebol na Copa América de 1999.